# Kreuzkapelle (Zahlbach)

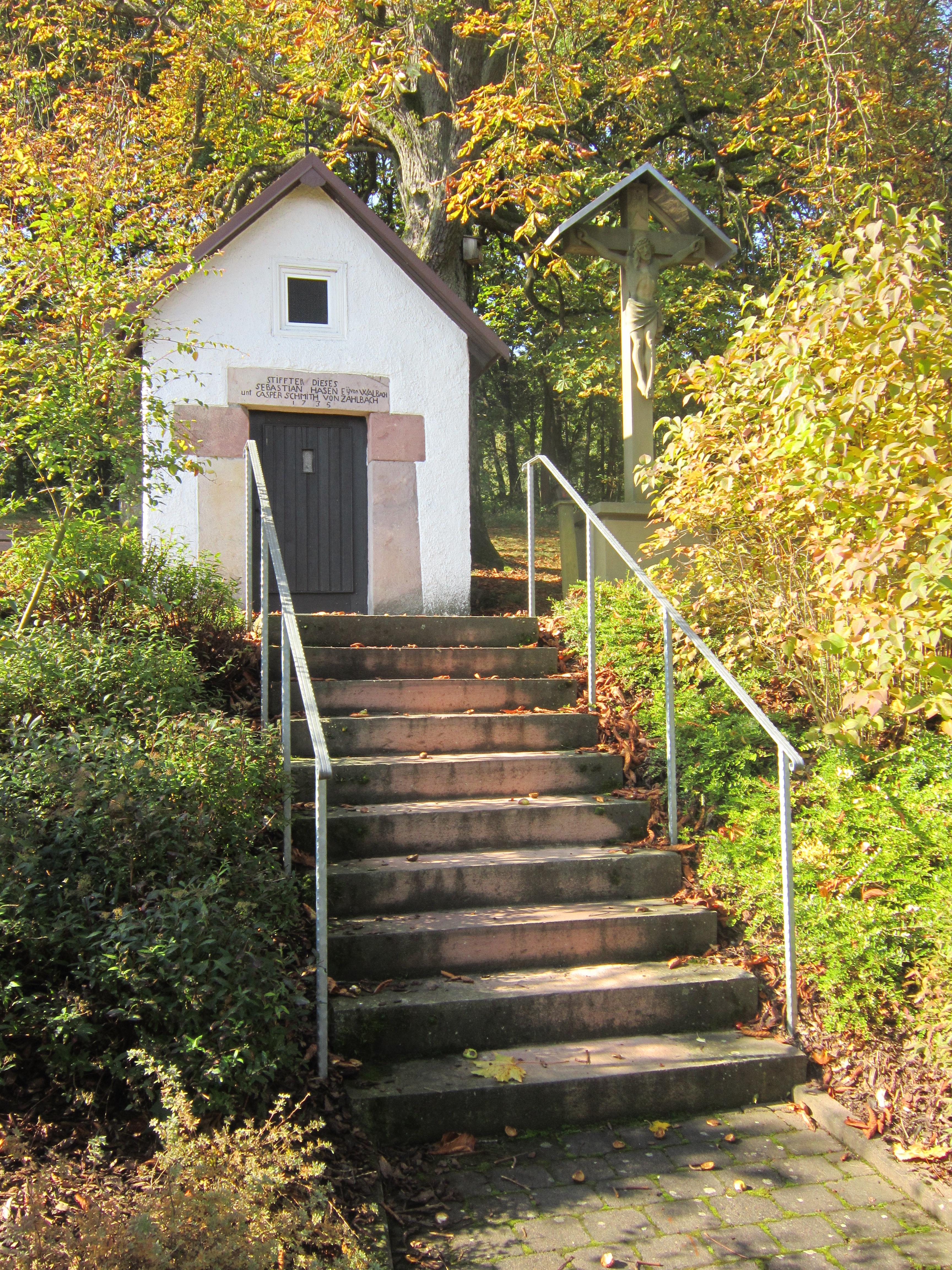
Kreuzkapelle.

Die Kreuzkapelle befindet sich in der Flur Hägholz von Zahlbach, einem Ortsteil des unterfränkischen Markt Burkardroth im bayerischen Landkreis Bad Kissingen. Die Kreuzkapelle gehört zu den Baudenkmälern von Burkardroth und ist unter der Nummer D-6-72-117-132 in der Bayerischen Denkmalliste registriert. Zu der Anlage gehören die Kreuzkapelle selbst, ein Tischsockelkreuz sowie Kreuzwegstationen und eine Mariengrotte. Auf dem Fußweg zwischen Zahlbach und der Kreuzkapelle befindet sich der Zahlbacher Fünf-Wunden-Weg.

## Anlage

### Kreuzkapelle

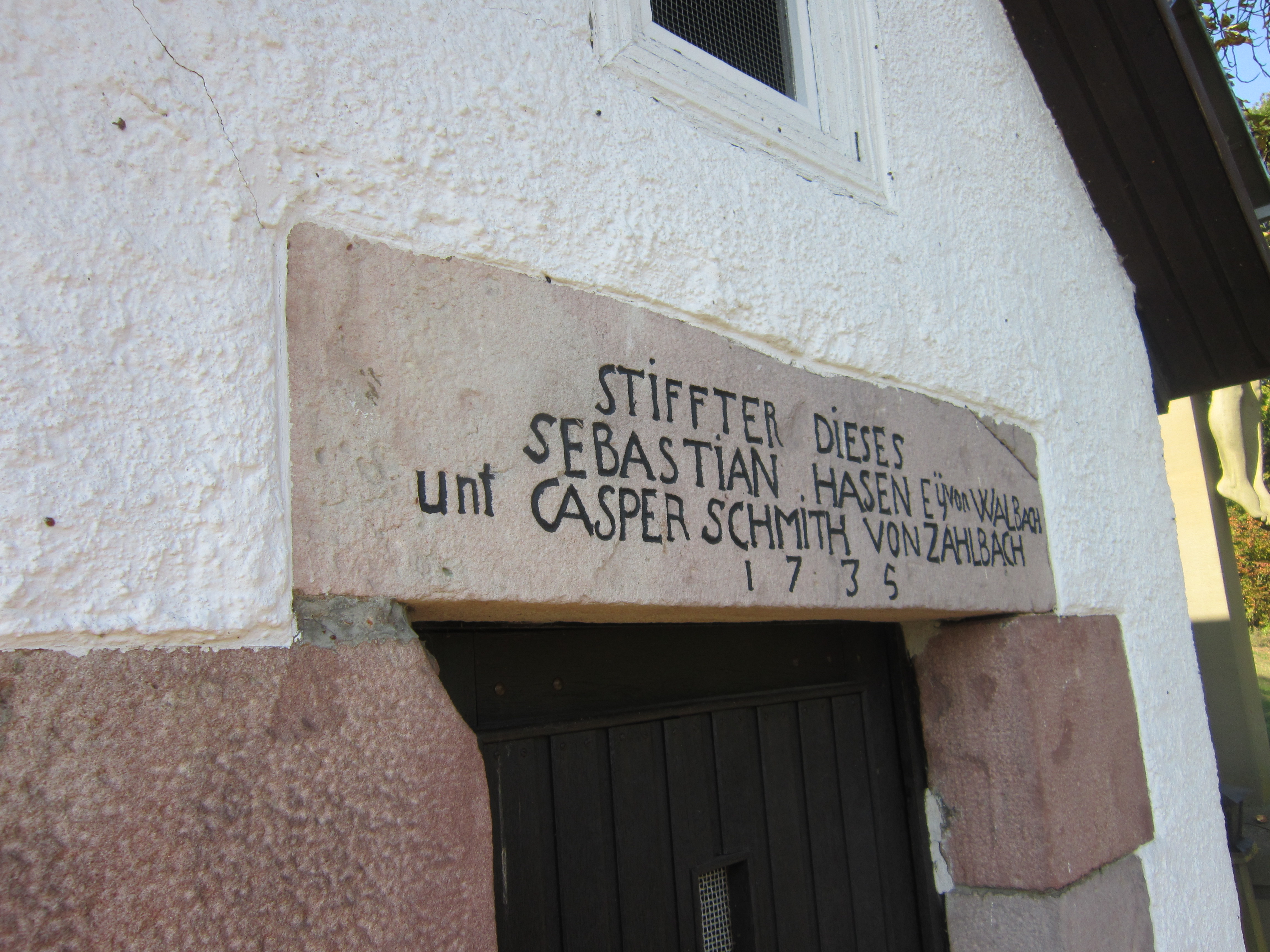
Stiftungsinschrift an der Kapelle.

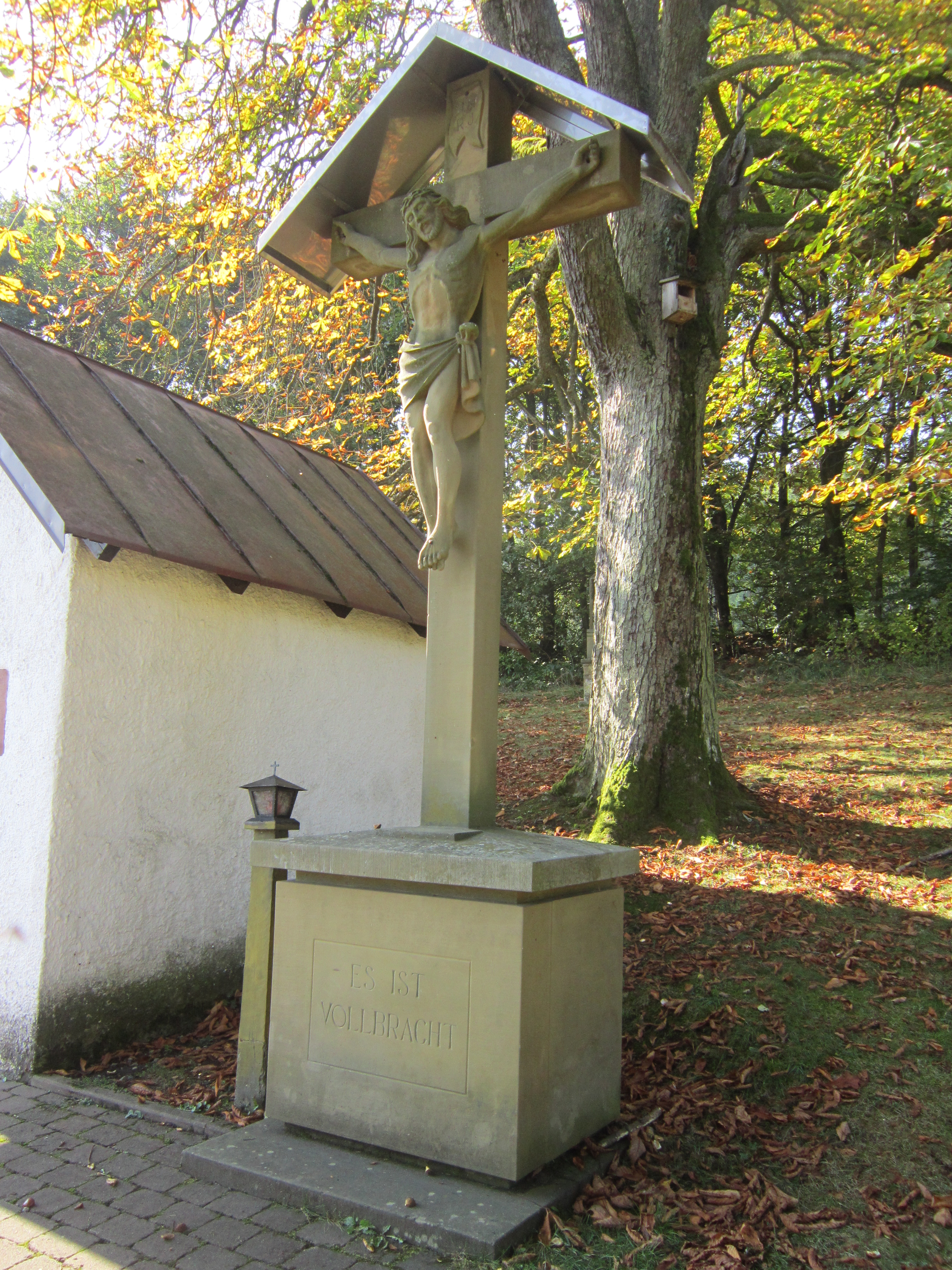
Tischsockelkreuz.

Die Kreuzkapelle entstand im Jahr 1735 und wurde laut Inschrift vom Wollbacher Sebastian Haseney (* 1677 in Hundsbach bei Hammelburg, † 18. Mai 1746 in Wollbach; verheiratet am 15. Januar 1703 mit der Wollbacherin Elisabeth Schuldheis) sowie dem Zahlbacher Kaspar Schmitt gestiftet.
Der Überlieferung zufolge fanden in der Vergangenheit zur Kreuzkapelle Wallfahrten statt. Mit dem Bau der Wollbacher Sieben-Schmerz-Kapelle im Jahr 1889 führten die Wallfahrten abwechselnd nach Wollbach und nach Zahlbach und wurden ab 1920 durch Wallfahrten nach Maria Ehrenberg ersetzt.
Im Inneren der Kapelle befinden sich am Altar Heiligenfiguren aus dem 20. Jahrhundert. Sie stellen die Heiligen Josef von Nazaret, Sebastian, Wendelin und Judas Thaddäus dar. Das Altarblatt zeigt die Kreuzigung Christi. Vor dem Altarblatt befindet sich eine Pietà.
Mit dem Bau der Mariengrotte im Jahr 1951 entstand am Aufgang der Kapelle durch den Zahlbacher Wald- und Flurhüter Gottfried Böhnlein eine Allee mit Douglasienbäumen. Wegen der Gefährdung der dürr gewordene Äste für die Besucher der Kapelle wurden die Bäume im November 2001 auf Anweisung von Ortsreferent Robert Schmitt gefällt und bis April 2002 durch Ahornbäume und Hecken ersetzt.
Unter anderem in den Jahren 1975 und 1986 fanden gründliche Renovierungen der Kapelle statt, wobei das Dach der Kapelle ersetzt wurde und der aus Stangenroth stammende Kirchenmaler Kurt Schraud die Heiligenfiguren neu bemalte und vergoldete. Die Kosten beliefen sich auf 6500 DM und wurden zum Teil von den Zahlbacher Jagdgenossen entrichtet.
Die bisher letzte Renovierung der Kapelle fand im Jahr 2002 statt.

### Tischsockelkreuz
Das Tischsockelkreuz aus gelbem Sandstein neben der Kapelle wurde im Jahr 1960 vom Stralsbacher Bildhauer Rudolf Rost errichtet. Es ersetzte ein Kreuz unbekannter Entstehungszeit an gleicher Stelle, das wegen zu starker Verwitterung nicht mehr erhalten werden konnte. Das vier Meter hohe Kreuz ist im Nazarenerstil gehalten; der Sockel trägt in lateinischen Großbuchstaben die Aufschrift „Es ist vollbracht“.

### Kreuzweg

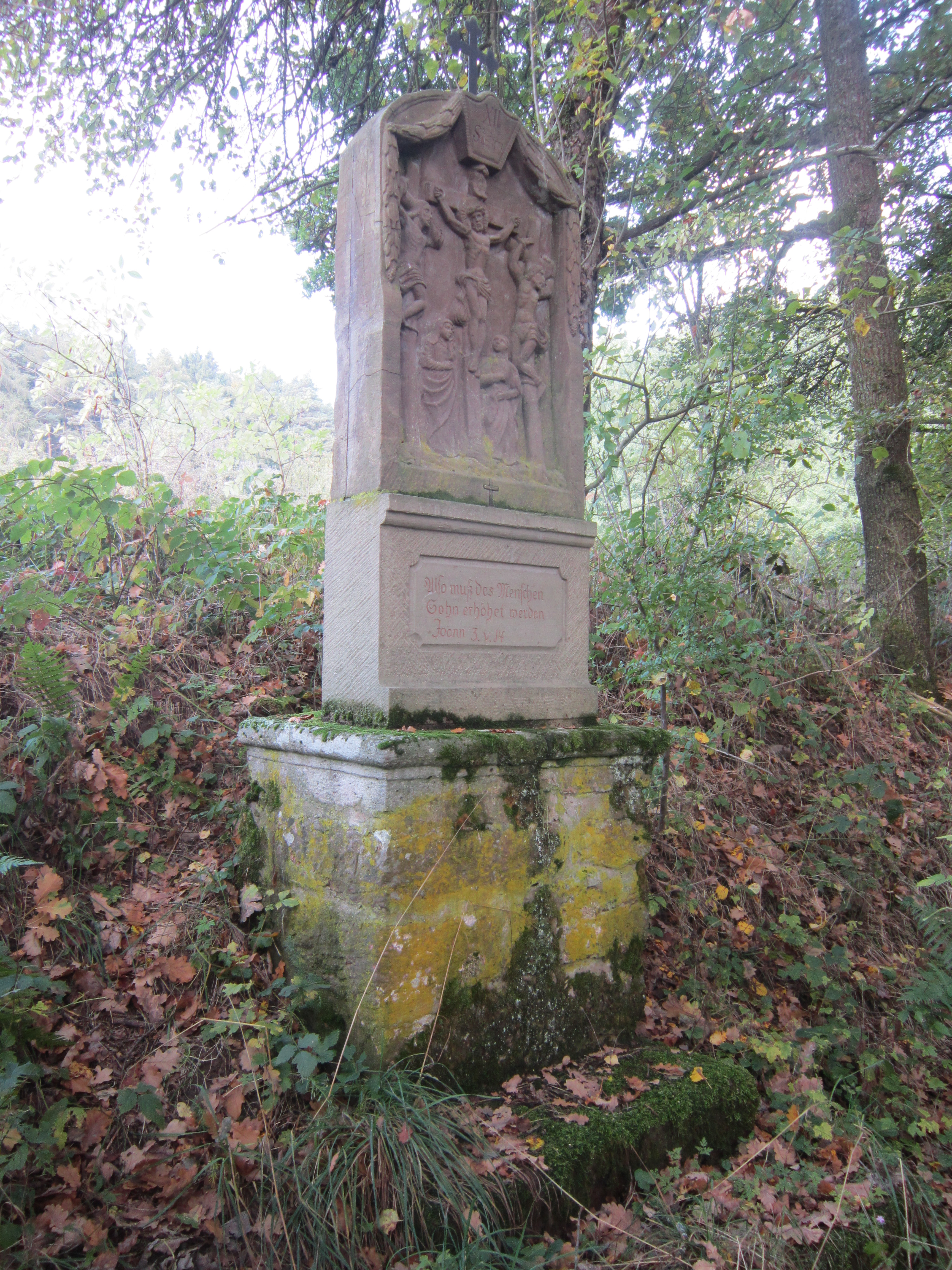
12. Station des Kreuzweges.

Der Kreuzweg wurde im Jahr 1826 vom Zahlbacher Gastwirt Michael Albert und seiner aus Gefäll stammenden Ehefrau Anna Albert, geborene Keßler, gestiftet; eine Inschrift an der ersten Station erinnert an die Stifter. An der 14. Station weist eine Inschrift auf die Urheberschaft des aus Bad Kissingen stammenden Bildhauers Georg Metz hin.
Auf Antrag des Burkardrother Pfarrers Jacob Hock vom 21. April 1845 und nach Genehmigung durch das Ordinariat in Würzburg vom 26. April 1845 wurden die Kreuzwegstationen am 29. September 1845 durch Ambros Mayer, dem Guardian des Klosters Kreuzberg, eingeweiht.
Nach einer Benachrichtigung durch die Burkardrother Kirchenverwaltung vom 5. Juni 1876 erfolgte eine erste Renovierung der Stationen. Die Kosten beliefen sich auf 217 Mark (etwa 6500 Euro) und wurden über eine eigens gegründete Kreuzkapellenstiftung gedeckt. Diese sammelte Spenden in der Bevölkerung sowie bei Wallfahrten zum Zahlbacher Kreuz. Die Einweihung der restaurierten Stationen erfolgte am 30. Juli 1876 durch Hieronymus Wohlfahrt, den Guardian des Klosters Kreuzberg.
Als 1885 einige in die Stationen implementierte Holzkreuzchen fehlten, sah sich der Burkardrother Pfarrer Michael Joseph Kahler veranlasst, die Stationen mit neuen Holzkreuzchen erneut zu weihen. Ein entsprechender Vorgang wiederholte sich im Jahr 1903, als erneut Holzkreuzchen fehlten; diesmal installierte der Burkardrother Schlosser Kaspar Albert für die Neuweihe am 8. November 1903 Eisenkreuzchen an den Stationen.
Mit der Gemeindegebietsreform im Jahr 1972 ging das Eigentum an den Kreuzwegstationen auf den Markt Burkardroth über.
Auf Grund einer erneuten Renovierungsbedürftigkeit der Stationen im Jahr 1977 wurde in Zahlbach diskutiert, ob die alten Stationen durch Epoxidharzabgüsse ersetzt werden oder neue Stationen aus wetterfestem Stein aufgestellt werden sollten. Die im März 1983 hinzugezogenen Restauratoren vom Würzburger Landesamt für Denkmalpflege setzten sich für einen Erhalt der originalen Stationen ein; zur Senkung der Kosten könne man einige Sockel in Naturstein neu anfertigen. Die von einer Spezialfirma durchgeführte Sanierung, bei der ein neuartiges Tränkungssystem eingesetzt wurde, war im Juli 1983 abgeschlossen. Die Marktgemeinde wurde bei der Finanzierung der Kosten in Höhe von 86.298 DM durch Zuschüsse des Bezirks Unterfranken, des Landkreises Bad Kissingen und des Landesamts für Denkmalpflege unterstützt.
Im August 1982 vermachte der in Zahlbach geborene Pfarrer Otto Schmitt (1902–1983), Sohn des ehemaligen Bürgermeisters Kaspar Schmitt, 20.000 DM zum Erhalt der Kreuzwegstationen.
Im Jahr 1984 wiesen neun der Stationen trotz der Acrylharzvolltränkung Risse auf, die trotz einer Renovierungsmaßnahme durch die Spezialfirma im August 1985 ab dem Folgejahr erneut auftraten. Im Frühjahr 1993 ergab eine Untersuchung durch eine weitere Spezialfirma, dass die Risse durch tonige Materialschichten im Sandstein entstanden waren, deren Quellwirkung sich von dem des restlichen Gesteinsmaterials unterschied. Die Firma bot an, die Stationen durch Abgüsse zu ersetzen. Trotz entsprechendem Gemeinderatsbeschluss kam es aus unbekannten Gründen lediglich zu einer Renovierung der schadhaften Stationen, die im Herbst 1998 an ihren Standort zurückkehrten. Im Folgejahr traten erneut nicht mehr behebbare Schäden auf. Seit 2006 werden die Stationen in den Wintermonaten eingehaust, um die Schäden zu begrenzen.

### Mariengrotte

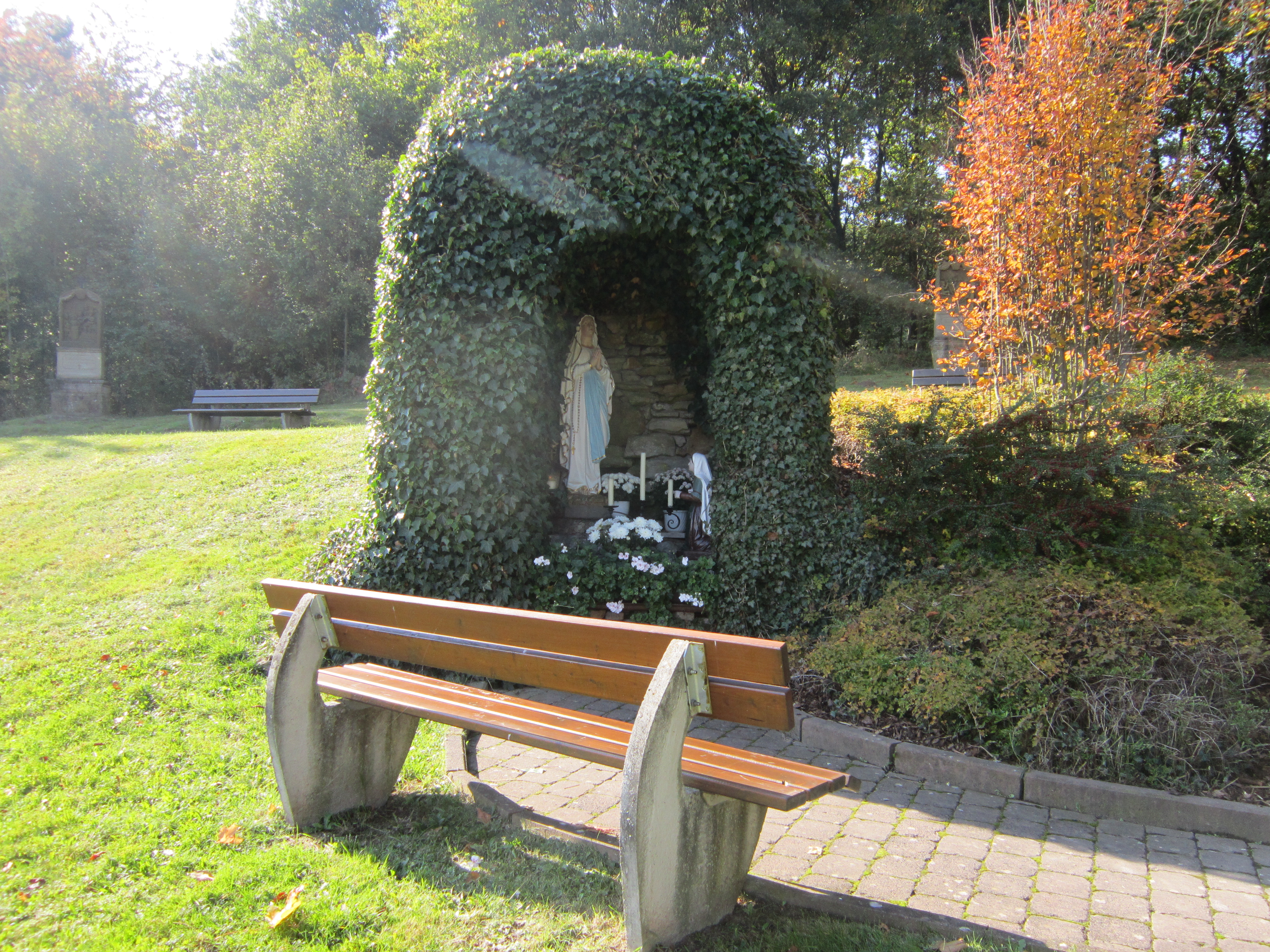
Lourdesgrotte.

Die Mariengrotte wurde im Jahr 1951 vom Zahlbacher Tierarzt Franz Wehming und seiner Frau Anneliese Wehming, geborene Soter, gestiftet und finanziert. Sie finanzierten auch die Grottenfiguren der Madonna und der Heiligen Bernadette.
Aus Dankbarkeit für seine Heimkehr nach dem Zweiten Weltkrieg unterstützte der Zahlbacher Franz Rüttiger, genannt „Grätles Franz“, mit seinen drei Söhnen den Bau der Grotte, indem er Kalksteine als Baumaterial sammelte.